# 端午金曲捞
《端午金曲捞》，是中国大陆江苏卫视《原来是金曲》（正式播出时被更名为《金曲捞》）节目组于2016年端午节期间推出的一档特别节目。节目旨在关注华语乐坛本应走红却因种种原因被埋没的优秀创作，通过唤醒师的改编演唱使其华丽逆袭，重返观众视野，唤醒观众的音乐记忆。《端午金曲捞》由制作过《2015—2016江苏卫视跨年演唱会》的制作人王希及其团队打造，由李好担纲主持。节目于2016年5月21日在南京国际博览中心录制，2016年6月9日21:20播出。及后于《金曲捞》开播前夕被更名为《金曲捞前传》，于2017年4月1日22:00重播。歌曲版权由QQ音乐、酷狗音乐、酷我音乐、网易云音乐、多米音乐与考拉FM联合取得。
本节目的台湾播映权由旺中集团购得，旗下有线频道中天综合台于2017年12月23日20:00以《金曲捞前传》的名义重播，无线频道中视主频于2019年5月26日22:00以《金曲捞前传》的名义重播。海外方面，新加坡的HUB都会台与马来西亚的NTV7分别于2017年7月22日22:45及7月22日23:00以《金曲捞前传》的名义重播。

## 赛制
《端午金曲捞》共有四首华语乐坛的遗珠之作等待被打捞。原唱委托唤醒师演绎歌曲改编版，现场200名80、90后大众听审行使投票权。歌曲演唱开始即投票开始。演唱结束，投票结束。投票数超过120票，即为唤醒成功，原唱出场同唤醒师合唱原版歌曲。反之，则为唤醒失败。
竞演现场会设置一个由5人组成的叨叨团，负责根据现场提示以及同原唱的问答互动与观众共同竞猜原唱身份。

## 开场曲
《端午金曲捞》的开场曲为胡瑶的《为了遇见你》，由薛之谦与李好共同演唱。此曲之后亦被用作《金曲捞》首场竞演的开场曲。

## 唤醒纪录
| 端午金曲捞 2016年6月9日 主持人：李好 叨叨团成员：赵英俊、瑶瑶、唐晓天、欧阳娜娜、薛之谦 |        |                    |        |        |        |        |          |
| 出场顺序                                                                                | 唤醒师 | 唤醒曲目           | 原唱   | 作词   | 作曲   | 得票数 | 结果     |
| 1                                                                                       | 金志文 | 《唱一遍一遍》     | 费玉清 | 张世彬 | 张世彬 | 138    | 唤醒成功 |
| 2                                                                                       | 沙宝亮 | 《你还记得爱情吗》 | 辛晓琪 | 易家扬 | 潘协庆 | 141    | 唤醒成功 |
| 3                                                                                       | 郁可唯 | 《温习》           | 徐怀钰 | 彭季康 | 李正帆 | 124    | 唤醒成功 |
| 4                                                                                       | 张碧晨 | 《我可以忘记你》   | 黎 明  | 张楚翘 | 伍乐城 | 154    | 唤醒成功 |

## 收视率
根据央视索福瑞于2016年6月9日晚统计的资料显示，《端午金曲捞》取得了首播52城收视率0.938，市场份额3.454%的成绩，为当晚省级卫视收视率最高的节目。